# World Naked Bike Ride

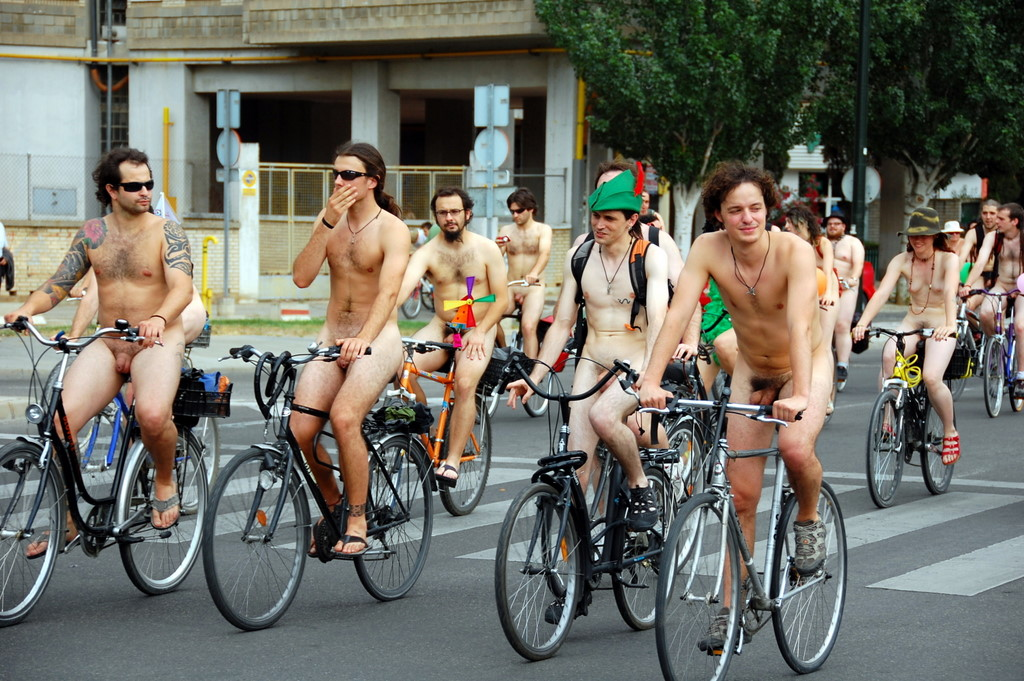
World Naked Bike Ride Saragossa 2009

Der World Naked Bike Ride (WNBR) ist ein internationaler Fahrradprotest mit weitgehend nackten Teilnehmern. Die Veranstaltung findet seit 2001 regelmäßig jedes Jahr im Juni in zahlreichen Städten auf der ganzen Welt statt (auf der Südhalbkugel aufgrund der verschobenen Jahreszeiten im Februar und März), oft im Zusammenhang mit sogenannten Critical Mass-Fahrrad-Rundfahrten am letzten Freitag des Monats. Der größte „Ride“ findet in London statt; die Gründungsstadt ist Saragossa in Spanien.
Während es anfangs vornehmlich um das Anliegen fahrradfreundlicherer Städte ging, haben sich die Ziele im Laufe der Jahre deutlich erweitert; mittlerweile geht es um generell menschengerechtere Stadtplanung und Verzicht auf fossile Energieträger wie Kohle, Öl u. ä. Auch die Nacktheit, die anfangs vor allem Aufmerksamkeit erregen sollte, ist mittlerweile zum Symbol für Freiheit und unverkrampfteren Umgang mit Nacktheit geworden.

## Ziele

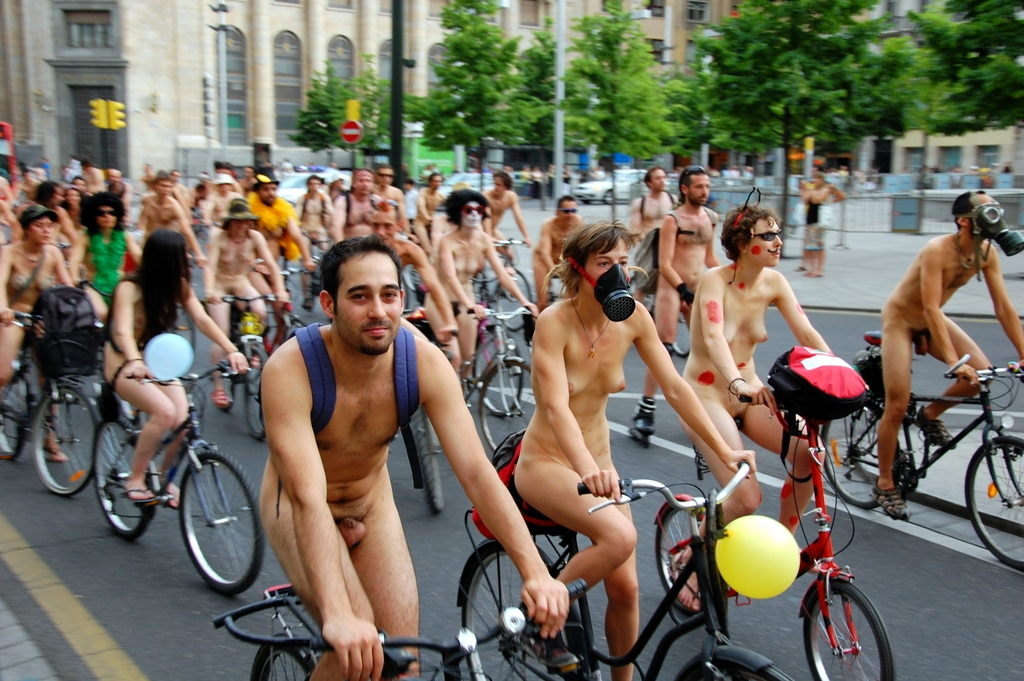
Teilnehmer mit Atemschutzmasken, um gegen Luftverschmutzung zu demonstrieren (Saragossa, 2009).

Die Ziele der World Naked Bike Rides werden auf der internationalen Homepage wie folgt beschrieben:

„We face automobile traffic with our naked bodies as the best way of defending our dignity and exposing the unique dangers faced by cyclists and pedestrians as well as the negative consequences we all face due to dependence on oil, and other forms of non-renewable energy.“

„Wir konfrontieren den Auto-Verkehr mit unseren nackten Körpern als beste Möglichkeit, unsere Würde zu verteidigen und die besonderen Gefahren zu offenbaren, denen sich Radfahrer und Fußgänger ausgesetzt sehen. Außerdem weisen wir auf die negativen Konsequenzen hin, denen wir alle durch die Abhängigkeit von Öl und anderen nicht-erneuerbaren Energien unterworfen sind.“

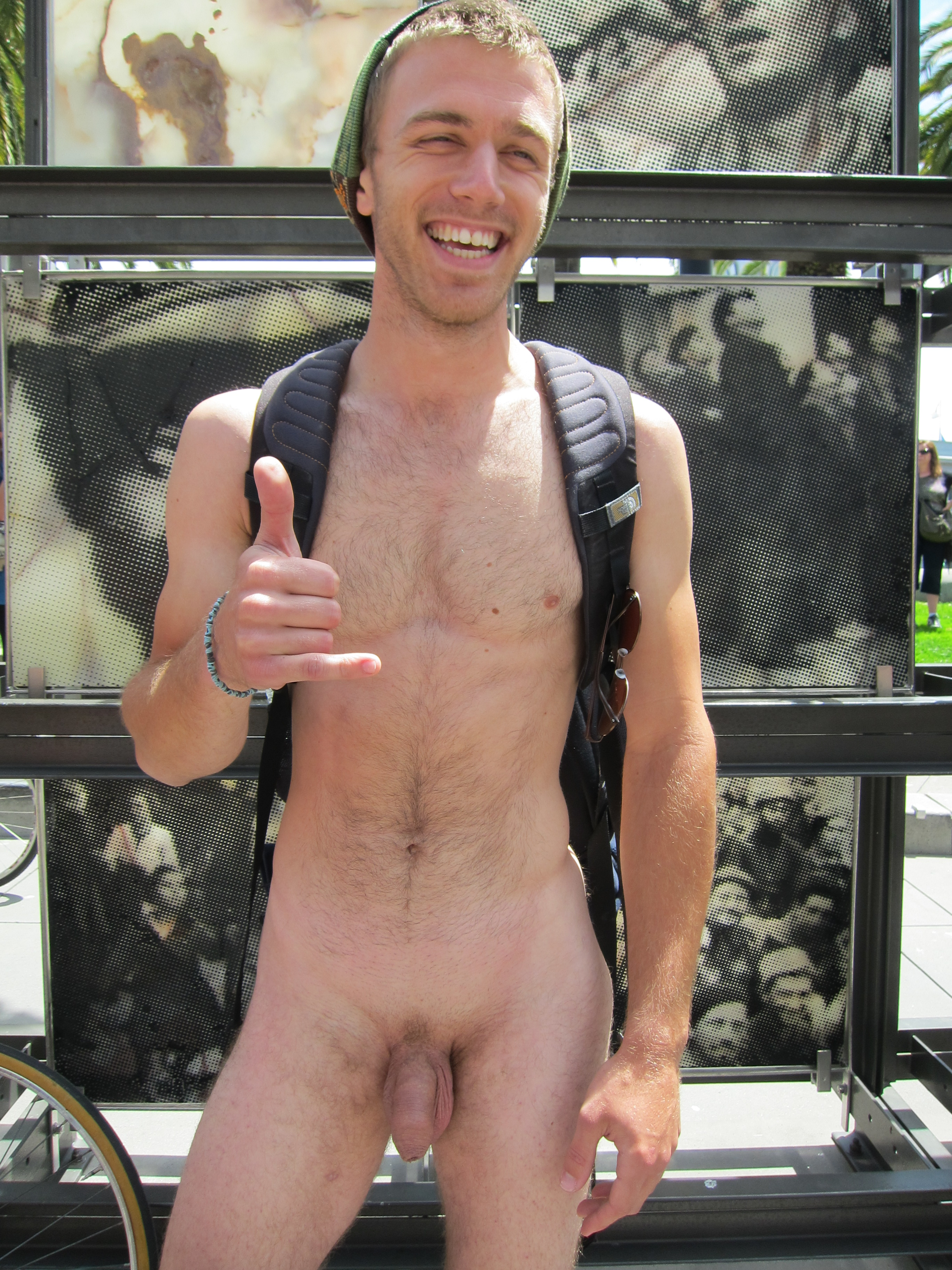
Neben den politischen Forderungen soll auch eine positive Einstellung zur Nacktheit gefördert werden (San Francisco, Juni 2011).

Neben der Thematisierung der Verletzlichkeit gegenüber dem motorisierten Verkehr und der Förderung erneuerbarer, nachhaltiger Energie soll außerdem die Individualität und Verschiedenheit menschlicher Körper gefeiert und eine positive Einstellung zum nackten Körper gefördert werden. Dadurch ergeben sich Parallelen zur Nudisten-Bewegung und zu Initiativen, die für ein Recht auf Nacktheit eintreten wie Clothes Free International:

„WNBR's global vision of promoting renewable, sustainable energy and asserting our body-positive beliefs with creative and empowering international bike rides!“

„WNBRs globale Vision der Förderung erneuerbarer, nachhaltiger Energie und Durchsetzung körper-positiver Überzeugungen mit kreativen und aufbauenden internationalen Fahrrad-Fahrten.“

Der politische Akzent der Veranstaltung wird durch den Spaßcharakter ergänzt: Manche Teilnehmer schmücken ihre Fahrräder mit Blumen, Luftballons, bunten Flaggen, Wimpeln, Windmühlen, o. ä. Einige Teilnehmer hängen sich Blumenkränze um, nutzen lustige Kopfbedeckungen oder bemalen ihre Körper mit Blumenmotiven oder politischen Botschaften. Zudem werden mobile Musikanlagen oder Musikinstrumente, Trillerpfeifen, Tröten, Rasseln etc. verwendet. Ein offizieller Slogan lautet „ride loud and be proud“ („fahrt laut und seid stolz“).
Dabei wird Wert auf Freiheit und Optionalität gelegt: Das Fahrradfahren ist nicht verbindlich, ebenso sind andere nicht-motorisierte Teilnehmer wie Inline-Skater, Rollschuhläufer, Skateboarder, Fußgänger oder auch Teilnehmer auf Tretrollern willkommen. Außerdem werden die Teilnehmer zwar ermuntert, nackt zu fahren, aber auch dies ist optional; manche Teilnehmer beteiligen sich auch in Unterwäsche. Das Motto lautet „bare as you dare“ („so nackt wie du dich getraust“).
Die Botschaft liegt darin, sich ohne Stau und frei und uneingeschränkt in sauberer Luft bewegen zu können, ohne die Rechte anderer einzuschränken, und so zu einem positiven, urbanen Lebensgefühl beizutragen. Die Städte sollen sich von einer auto-zentrierten Stadtplanung zu einer menschen-zentrierten Gestaltung verändern, wobei das Fahrrad als attraktives städtisches Verkehrsmittel beworben und gefördert werden soll: „Stop indecent exposure to vehicle emissions!“ Auf Kritik, die Aktionen würden den Verkehr behindern und damit selbst zu Staus beitragen, entgegnen die Teilnehmer, dass auch sie Teil des Verkehrs sind und die Bedürfnisse des nicht-motorisierten Verkehrs viel zu wenig Beachtung finden.
Viele Naked Bike Rides werden von Festivals begleitet, wo Bands und DJs auftreten, Kunst-Installationen ausgestellt werden, politische Diskussionen stattfinden und wo auch Essen und Getränke angeboten oder selbst zubereitet werden.
Die Organisation der Events erfolgt in der Regel über das Internet, z. B. über Webseiten, Blogs, Soziale Medien, Diskussions-Gruppen, Online-Journale oder auch über mobile Messenger. Teilweise werden auch Werbeanzeigen in lokalen Medien geschaltet oder Aushänge an Schwarzen Brettern angebracht.
Während der World Naked Bike Ride 2004 in 28 Städten in zehn Ländern auf vier Kontinenten stattfand, waren die Aktivitäten schon 2010 auf 74 Städte in 17 Ländern angewachsen. Mancherorts kollidieren die Bestrebungen, ebenfalls Naked Bike Rides durchzuführen mit den örtlichen Gesetzen zur Regelung von Nacktheit im öffentlichen Raum.
In Graz findet seit einigen Jahren ein Naked Bike Ride im Zuge der Critical-Mass-Radfahrt, also am letzten Freitag im Juni statt. Es soll damit auf die Verletzlichkeit von Radfahrern hingewiesen werden. Als Motto gilt auch hier: „as bare as you dare“.

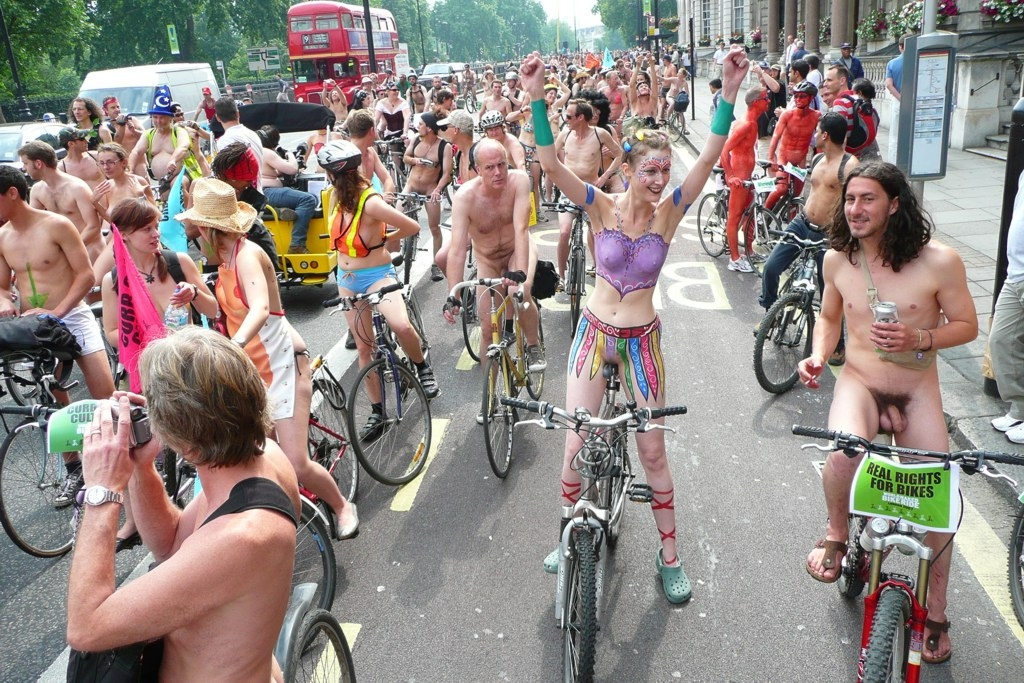
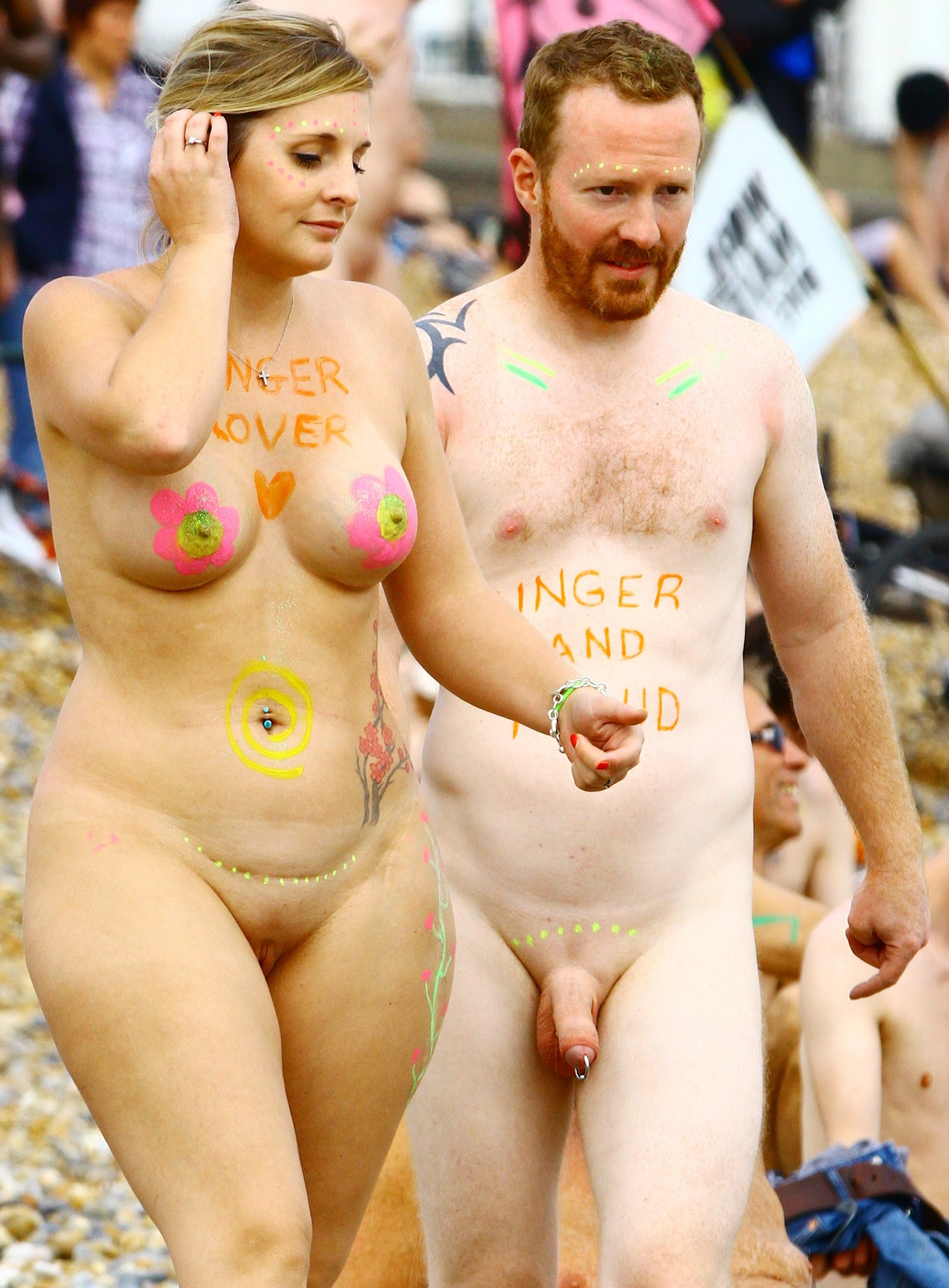
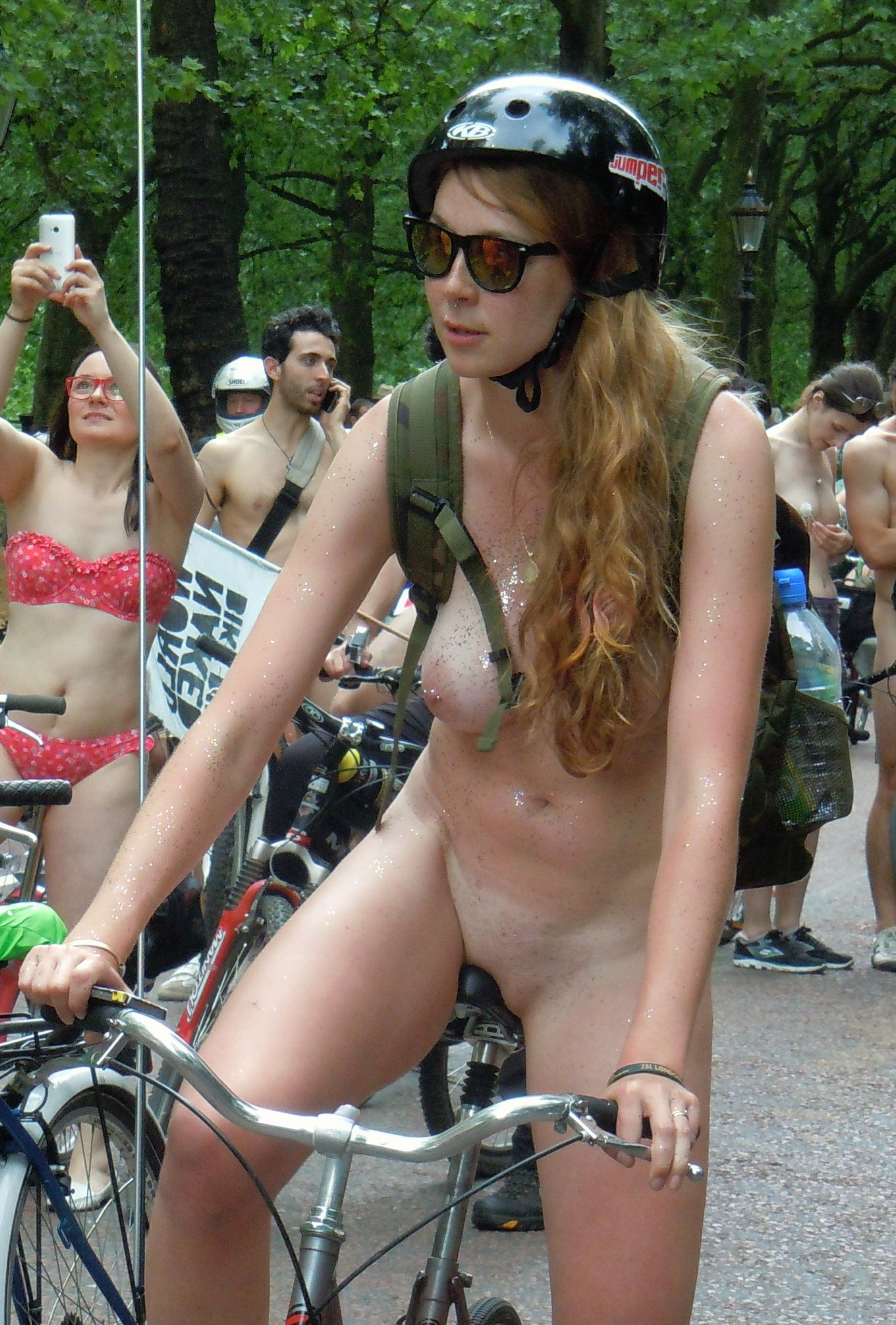
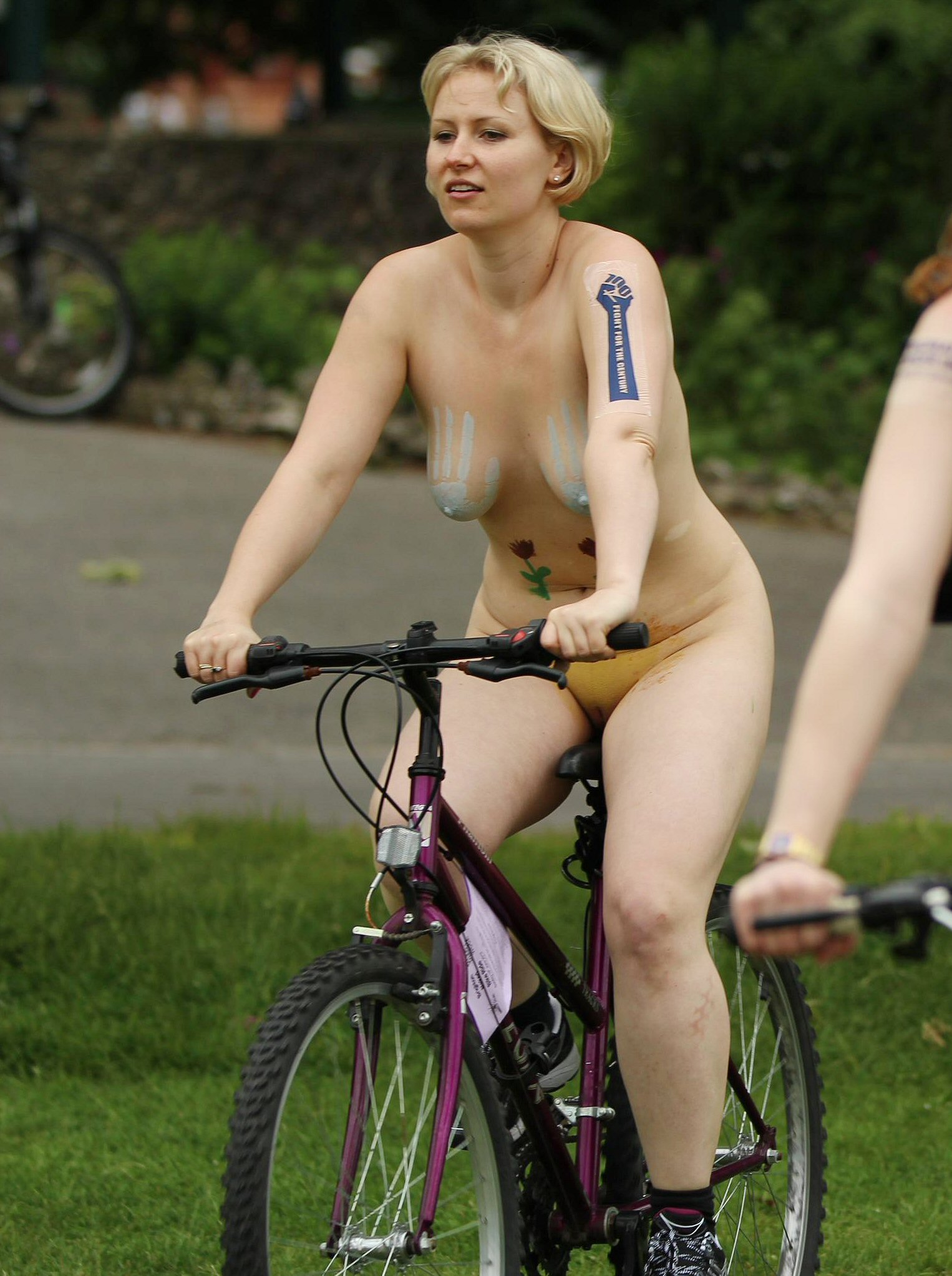
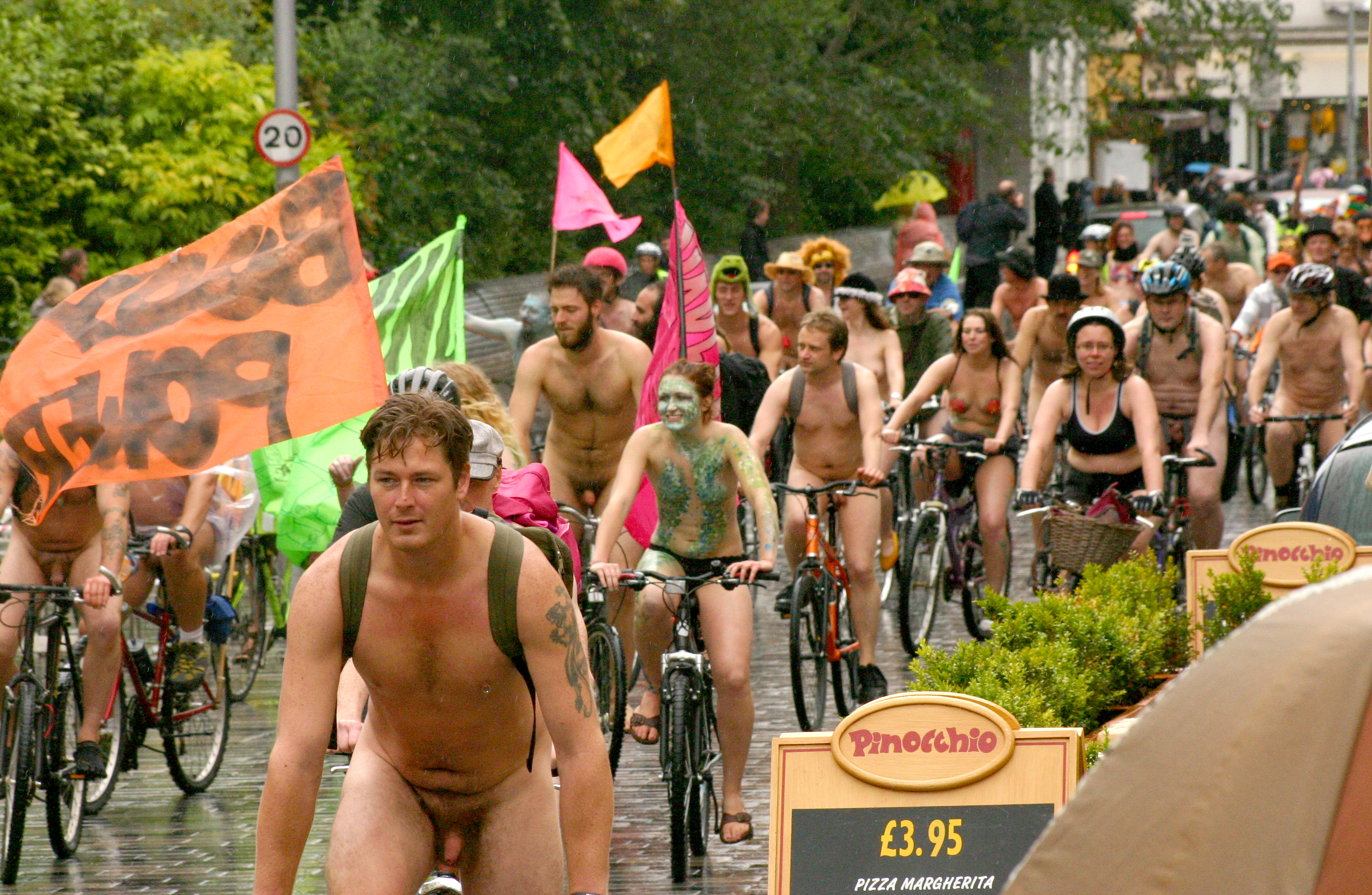

## Rechtliche Aspekte (Deutschland)
Unerwartete Nacktheit in der Öffentlichkeit kann nach § 118 OWiG als Ordnungswidrigkeit Belästigung der Allgemeinheit mit Bußgeld belegt werden. In der Praxis wird meist ein Platzverweis ausgesprochen, eine Verfolgung als Ordnungswidrigkeit geschieht dagegen nur selten.
Ein Naked Bike Ride ist eine öffentliche Versammlung, aufgrund der Fortbewegung ein öffentlicher Aufzug. Er unterliegt daher dem Versammlungsgesetz des jeweiligen Bundeslandes, welche alle verlangen, dass die Versammlung 48 Stunden vor Einladung bei der Versammlungsbehörde angemeldet werden. Auf eine entsprechende Anmeldung hin verbot das Landratsamt Rastatt 2005 die Veranstaltung, weil dadurch massenhaft Ordnungswidrigkeiten begangen würden. Das Verwaltungsgericht Karlsruhe bestätigte das Verbot und führte aus, dass Pläne, „sich auf öffentlichen Straßen nackt zu zeigen“, den „allgemein anerkannten Regeln der ungeschriebenen Gesellschaftsordnung widersprechen“. Das Ordnungsamt Leipzigs verbot 2014 ebenfalls, das Verwaltungsgericht wies einen Eilantrag gegen das Verbot zurück. Kölns Versammlungsbehörde machte 2019 Badehosen-Tragen zur Auflage bei einer derartigen Versammlung.